# Ivan Vyskočil (1946)
Ivan Vyskočil (* 21. května 1946 Praha) je český filmový, dabingový a divadelní herec, moderátor a herecký funkcionář.

## Život
Pochází z pražského Žižkova. Po studiích na gymnáziu Karla Sladkovského vystudoval v roce 1968 pražskou DAMU. Své první divadelní angažmá získal v Činoherním klubu. V roce 1973 přešel do Divadla Jiřího Wolkera (dnes zde sídlí Divadlo v Dlouhé) a hrál v Divadle S. K. Neumanna (nynější Divadlo pod Palmovkou). Od roku 1991 působil ve svobodném povolání.
Jedná se o jednoho ze zakladatelů Herecké asociace, jež je známa především udílením ceny Thálie.
Byl celkem čtyřikrát ženatý, jeho třetí manželkou byla herečka Ivana Andrlová a čtvrtou Anife Ismet Hassan (rozvedli se roku 2006). Žije s partnerkou Romanou Fenclovou. Jeho syn Jakub (1976–2022) byl majitelem dopravní společnosti BusLine.
Se svým starším jmenovcem, dramatikem a hercem Ivanem Vyskočilem, není nijak příbuzný. Profesor Vyskočil podle vzpomínek mladšího jmenovce neviděl jejich shodu jmen rád a snažil se dosáhnout toho, aby se mladší Ivan nějak přejmenoval, nebyl ale úspěšný.

## Dílo
Často vystupuje v rozhlase, ve filmu i v televizi, mezi jeho nejslavnější role patří hlavní role ve snímku Mladý muž a bílá velryba, kde si zahrál po boku Jany Brejchové.
V 90. letech moderoval vědomostní soutěžní pořad Risk! (později přejmenovaný na Riskuj!).
Napsal knihu, jež byla vydána pod názvem Manželky a jiné lásky.
V současné době hraje v Divadle Metro, což je divadelní soubor působící pod vedením režiséra Gustava Skály.

### Film – výběr
- 1975 Plavení hříbat – Vinca
- 1978 Mladý muž a bílá velryba – Břéťa
- 1982 Vinobraní – otec

### Televize – výběr
- 1969 Záhada hlavolamu (seriál) – Losna
- 1972 Bližní na tapetě (cyklus mikrokomedií Malé justiční omyly) – vnuk Karel Málek, hasič (12. příběh: Hračičkové)
- 1973 Čestné kolo (film) – cyklista Viktor
- 1986 Případ Karoliny Testové (detektivka z cyklu 3× Eduard Bass) – kominík Nikolo Testa
- 1986 Devadesát jedna bílých koní (film) – otec Pavla
- 1988 Chlapci a chlapi (seriál) – kapitán Šiška

## Politická činnost
Kolem poloviny 90. let začal sympatizovat s Demokratickou unií, za niž v roce 1996 neúspěšně kandidoval jako nestraník do Senátu Parlamentu České republiky na Praze 8. Později do Demokratické unie vstoupil a stal se jejím místopředsedou a předsedou její Pražské rady. Před sněmovními volbami v roce 2013 podpořil ČSSD. V letech 2017 a 2018 opakovaně podpořil hnutí ANO a prezidenta Miloše Zemana, přičemž se ostře vymezil i proti hereckým kolegům vyjadřujícím názory z opačné strany politického spektra, např. Evě Holubové, Zdeňku Svěrákovi, Pavlu Novému nebo Barboře Štěpánové. Mezi zástupci mnoha různých proudů též vystoupil na demonstraci Nenásilná revoluce – Česká republika na 1. místě 28. října 2022 na Václavském náměstí.